# مبارك أبو يامين العبادي
الشيخ مبارك أبو يامين الرماضنه العبادي (1880 - 30 أغسطس 1984)، زعيم مقاومة وسياسي أردني، اشتهر بدوره في مقاومة الانتداب البريطاني على فلسطين ودعم القضية الفلسطينية. وُلد في قرية داميا في الأردن نشأ في عائلة عريقة من عشيرة عباد.
ولد في قرية داميا وسيحان وكان وحيد الأبوين من ناحية الذكور وكان له أختين ومات أبوه وهو في بداية شبابه في عمر ال15 عاما.

## نضاله ضد الانتداب البريطاني
قاوم الانتداب واعتقل عدة مرات وكاد أن يعدم وسجن في سجن السلط عام 1939 وهو أول اردني يضرب عن الطعام.

## وفاته
توفي الشيخ مبارك أبو يامين العبادي في 30 أغسطس 1984 عن عمر يناهز 104 عام.

## إنجازاته
دوره في مقاومة الانتداب البريطاني على فلسطين: كان الشيخ مبارك أبو يامين العبادي جزءًا من الجهود العربية لمقاومة الانتداب البريطاني على فلسطين، حيث ساهم في تنظيم المقاومة وتوجيه الجهود لصالح القضية الفلسطينية.
دعمه للحركة الوطنية الفلسطينية: كان الشيخ مبارك أبو يامين العبادي من بين الشخصيات التي قدمت دعمًا معنويًا وماديًا للحركة الوطنية الفلسطينية، وساهم في رفع الوعي بالقضية الفلسطينية على المستوى الإقليمي والدولي.
تأثيره في توجيه الرأي العام: بفضل مكانته وسلطته العشائرية ، كان للشيخ مبارك أبو يامين العبادي تأثير كبير في توجيه الرأي العام وتحفيز الناس على المشاركة في النضال الوطني ودعم القضايا العادلة..

## مكانته
مكانة المجاهد مبارك أبو يامين العبادي في قبيلة بني عباد كانت مرموقة ومهمة جدًا. إنه كان جزءًا لا يتجزأ من تاريخ وتراث القبيلة، وكان يتمتع بسمعة طيبة واحترام كبير من أفراد القبيلة.
1. القيادة القبلية: كان الشيخ مبارك أبو يامين العبادي يعتبر واحدًا من قادة قبيلة بني عباد، حيث كان له دور بارز في توجيه وقيادة أفراد القبيلة وتمثيل مصالحهم.
2. الوفاء والشجاعة: كانت مسيرة الشيخ مبارك أبو يامين العبادي مليئة بالوفاء والشجاعة، مما جعله محل تقدير واحترام الأفراد في قبيلته.
3. العدالة والحكمة: كان للشيخ مبارك أبو يامين العبادي سمعة كبيرة بين أفراد القبيلة بسبب عدالته وحكمته في معاملة الناس وفي فض النزاعات داخل القبيلة.
4. الدعم للقضايا الوطنية: كان الشيخ مبارك أبو يامين العبادي داعمًا قويًا للقضايا الوطنية، بما في ذلك دعمه لمقاومة الانتداب البريطاني على فلسطين ودعمه للقضية الفلسطينية بشكل عام، مما أضفى عليه المزيد من الاحترام والتقدير من أفراد القبيلة.
باختصار، كانت مكانة المجاهد مبارك أبو يامين العبادي في قبيلة بني عباد تعكس التقاليد القبلية العريقة والقيم الأصيلة للشرف والعدالة والشجاعة التي كانت تحظى بها القبيلة..